# 金城山丸
金城山丸（きんじょうさんまる）は、かつて三井物産船舶部（現：商船三井）が運航していた貨物船。金城山丸級2隻の1番船で、同型船は金峰山丸。

## 概要
三井物産船舶部は以前より大連を経由する定期運航を行っていたが、1932年の満州国建国に伴い荷動きが活発化。他船社も多数配船したため、三井物産の大連航路の成果はあまり良いものではなかった。
そこで、同社ではそれまでの航路とは別に横浜～大連間の直航便を計画し、同型2隻の中型貨物船を新造することとした。
なお主機には石炭を有効利用する国策上の立場から新造船としては既に少数派であったレシプロ機関を搭載することとし、効率を高めるためにエータヴェルケン式排気ターボ・コンプレッサーを装備した。

## 船歴

### 太平洋戦争まで
1936年三井物産造船部玉工場で建造され、横浜～大連の急航便として就航。毎航海横浜にてほぼ満船となる好成績を収めた。
1937年の日中戦争時には徴用による船腹不足から台湾や南洋方面に不定期船として就航した。
1941年（昭和16年）2月3日附で海軍に徴用され、機雷敷設を主目的とする特設巡洋艦となった。

### 太平洋戦争開戦後
1942年4月10日、「金城山丸」と特設巡洋艦「能代丸」、特設砲艦「長運丸」で東南太平洋海域の海上交通保護を任務とする第二海上護衛隊（第四艦隊所属）が編成された。しかし、3隻ともまず入渠整備や新任務のための艤装変更等が必要であった。
「金城山丸」は呉で整備、艤装を行い4月25日に出港してトラックへ向け単独航行中、5月4日17時30分にトラック北西でアメリカ潜水艦「グリーンリング」の攻撃により被雷沈没した。第五十八駆潜隊の「厚榮丸」により23名が救助された。

## 艦長
- 園田昇 大佐：1941年3月1日[6] - 1941年8月12日
- 藤堂功 予備海軍大佐：1941年8月12日 - 1942年5月4日戦死 ※同日、海軍少将に特進。[7]